# Keude Seumot
Keude Seumot is een bestuurslaag in het regentschap Nagan Raya van de provincie Atjeh, Indonesië. Keude Seumot telt 1123 inwoners (volkstelling 2010).